# Oenothera issleri
Oenothera issleri är en dunörtsväxtart som beskrevs av Renn. och Rostanski. Oenothera issleri ingår i släktet nattljussläktet, och familjen dunörtsväxter. Inga underarter finns listade i Catalogue of Life.